# FK Mjølner
El FK Mjolner es un equipo de fútbol de Noruega que juega en la Tercera División de Noruega, la cuarta categoría de fútbol en el país.

## Historia
Fue fundado el 2 de marzo de 1932 en la ciudad de Narvik tras la fusión de los equipos Stoa Mjolner y King Mjolner, y el nombre del club se debe al personaje de la mitología vikinga Mjöllnir, aunque el nombre lo tuvieron oficialmente hasta 1994 cuando lo cambian por el de Mjolner-Narvik.
En octubre de 1997 se fusionan con sus rivales locales del FK Narvik/Nor para crear al Narvik FK hasta que en febrero de 2005 cambian su nombre por el que tienen actualmente.
El club ha militado principalmente en la Adeccoligaen, aunque han estado un par de ocasiones en la Tippeligaen, la última de ellas en 1989.

## Palmarés
- Adeccoligaen: 1

1988
- Fair Play ligaen:

1971